# 耿聚忠
耿聚忠（1650年—1687年），為清朝初年三藩靖南王耿仲明之孫，耿繼茂第三子。

## 生平
初授—等精奇尼哈番，後加封為太子少保。順治十年（1653年）與兄耿昭忠留待京師。順治十五年（1658年）指婚安親王岳樂之第二女和碩柔嘉公主，並封為三等子、和碩額駙。与兄耿昭忠同加太子少保，不久同進太子太保。
康熙二年（1663年）十一月完婚，康熙十二年（1673年）妻子柔嘉公主逝世。康熙十三年（1674年）兄長靖南王耿精忠反清，耿昭忠、耿聚忠率領子侄請死，康熙帝見耿聚忠等忠於清廷予以安撫概不追究。康熙十四年（1675年）七月，康熙帝下命耿聚忠招降耿精忠未果。康熙十五年（1676年）加封為太子太保。康熙十九年（1680年）叛亂平定，耿聚忠上書彈劾靖南王，請求朝廷嚴辦。同年，耿聚忠到福州，處理善後。家族编为五个佐领，隶汉军正黄旗。
康熙二十六年（1687年）逝世，康熙帝遣禮部尚書伊桑阿諭祭，諡愨敏。

## 子女
耿聚忠與和碩柔嘉公主育有一女，耿氏嫁予名臣納蘭明珠之次子納蘭揆敘。
后人：光绪年间江宁副都统致麟。致麟，汉军正黄旗耿氏，道光十五年袭耿聚忠耿昭忠家族之勋旧佐领，由印务章京、副参领、参领升至镶黄旗蒙古副都统、京口副都统、江宁副都统。致麟光绪十年任镶黄旗蒙古副都统时，为尚可喜后裔时任镶黄旗蒙古都统尚宗瑞的副手，尚氏和耿氏两家祖上关系深厚。致麟胞妹耿氏适纳兰性德后裔正黄旗满洲参领容山。

## 流行文化
劇集
- 2005年：韓國飛 飾小聚忠《少年天子康熙王朝》
- 2005年：初星一 飾成年耿聚忠《少年天子康熙王朝》